# Hierococcyx
Hierococcyx je rod středně velkých až větších kukaček se špičatými křídly a příčně pruhovaným ocasem. Tyto kukačky vzhledem připomínají krahujce či jestřáby, což některým zástupcům rodu vysloužilo patřičná druhová jména (viz níže).  
Zástupci těchto kukaček obývají jižní, jihovýchodní a východní Asii. Rod zahrnuje následující druhy:
- kukačka vousatá (Hierococcyx vagans)
- kukačka krahujčí (Hierococcyx sparverioides)
- Hierococcyx bocki
- kukačka pestrá (Hierococcyx varius)
- kukačka východní (Hierococcyx hyperythrus)
- kukačka kaštanovoprsá (Hierococcyx pectoralis)
- kukačka malajská (Hierococcyx fugax)
- kukačka thajská (Hierococcyx nisicolor)